# Паоло Ди Лауро
Паоло Ди Лауро (итал. Paolo Di Lauro; Напуљ, 26. август 1953) је италијански криминални вођа и лидер клана Ди Лауро, криминалне организације у оквиру Каморе. Познат је и под надимком Чируцо милионер међу другим алијасима. Године 2002. је уврштен на листу најтраженијих бегунца у Италији и ухапшен је септембра 2005. године.

## Биографија

### Ране године
Ди Лауро потиче из насеља Секондиљано, североисточне приградске четврти Напуља. Годинама је био послушан подређени једног од вођа Каморе, Аниела Ла Монике. Присуствовао је састанку мафијашких вођа почетком 1980-их, када је његов шеф преговарао са сицилијанским мафијашким вођом Микеле Греко. Ди Лауро је био међу туговаоцима након убиства Ла Монике 1982, када су трговци у Секондиљану спустили ролетне као знак поштовања. Његова туга није била умањена чињеницом да су, како су касније тврдили сарадници правде (информатори), он био умешан у убиство свог шефа.
Први пут је ухапшен 1982. током састанка Каморе у напуљској четврти Форчела, заједно са другим члановима клана Ђулијано. У то време, Ди Лауро је био повезан са групом познатом као „Нова братство“ (Nuova Fratellanza), део „Нова породица“ (Nuova Famiglia) која се борила против „Нова организована Камора“ (Nuova Camorra Organizzata) под вођством Рафаеле Кутоло, познатог као о пруфесоре (професор). Током 1990-их, клан Ди Лауро био је умешан у сукоб са кланом Руоко из Муњано ди Наполи. У 2000-им, Паоло Ди Лауро био је тражен у вези са дистрибуцијом кокаина и других дрога, увозених из Јужне Америке у Италију, посебно у напуљске четврти Скампија и Секондиљано.

### Трговац дрогом
Ди Лауро, који је контролисао северна предграђа, управљао је добро организованим царством дроге које je увозило кокаин и хероин и дистрибуирало их кроз мрежу дилера. У замену за монопол и стални део прихода, Ди Лауро je локалним вођама омогућавао одређени степен аутономије.
Упркос сталним мањим сукобима са оближњим Клан Личариди, Ди Лауро je строго контролисао своје курире — познате као „Шпанци“ због њихових константних путовања са кокаином из Галиције у Шпанији — као и уличне дилере и остале делове свог царства. Истражитељи су процењивали да су приходи од дроге од свих његових дилера износили око 200 милиона евра годишње. Преусмеравао je зараду у некретнине, купујући десетине станова у Напуљу, поседујући продавнице у Француској и Холандији, као и послове увоза крзна, лажног крзна и доњег веша.

### Рат у Скампији
2004. избио је рат Каморе између клана Ди Лауро и групе предвођене Рафаеле Амато, фракције некада моћног клана Ди Лауро у северним предграђима Напуља која је покушала да преузме контролу над пословима са дрогом и проституцијом у том подручју. Рат, познат као Скампија феуд (faida di Scampìa), резултирао је са преко 60 убистава у 2004. и 2005. Овај сукоб изазвао је широко распрострањено јавно гађење према Камори и довео до велике акције власти, што je резултирало хапшењем и затварањем Паола Ди Лаура и његових синова Чира (рођ. 1978) и Косима (рођ. 1973), као и многих његових сарадника.

### Хапшење и осуда
16. септембра 2005, полиција je ухапсила Ди Лаура у скромном стану у Секондиљану, на економски обесправљеном северном делу града. Осудили су га на 30 година затвора због трговине дрогом.
Након што је син Ди Лаура Косимо ухапшен у јануару 2005, његова фотографија почела је да се појављује као украс на мобилним телефонима младих у Напуљу.